# Vilnius Jazz Festival
Das Vilnius Jazz Festival ist das älteste jährliche Jazz-Festival in Vilnius, Litauen. Es wird seit 1987 organisiert. Vilnius Jazz hat ein 3–4-tägiges Programm (Konzerte, Workshops und Jamsessions) und wird jährlich von etwa 5.000 Menschen besucht. Festivalgründer und künstlerischer Leiter ist Antanas Gustys. Viele internationale Projekte werden organisiert in Zusammenarbeit mit internationalen kulturellen Institutionen und Stiftungen, darunter Goethe-Institut, British Council, Svenska institutet, Pro Helvetia, US Arts International und Japan Foundation.
Das Festival ist europaweit vernetzt als Mitglied von European Festival Association, seit 2005 auch des Europe Jazz Network. Auf dem Festival spielen auch die Gewinner des Festivals Vilnius Jazz Young Power, das vom Club Tamsta organisiert wird.

## Teilnehmer
Unter internationalen Künstlern waren unter anderem The Zawinul Syndicate, Sonny Simmons/Oliver Lake Quartet (USA), Courtney Pine Group (UK), Billy Cobham Band (USA), Arthur Blythe Quartet (USA), Steve Lacy (USA), Leroy Jenkins (USA), Wjatscheslaw Ganelin (Israel), Otomo Yoshihide (Japan), Fred Frith (UK), Carlos Ward Quartet (USA), Defunkt (USA), Django Bates (UK), Cinematic Orchestra (UK), Iva Bittová (Tschechien), Myra Melford Quartet (USA), Cuong Vu Trio (USA), Willem Breuker Kollektief (NL), Marc Ducret Trio (FR).

## Diskographische Hinweise
- Altered States featuring Otomo Yoshihide: Lithuania and Estonia Live (Trigram 1994)
- Sainkho Namchylak with Wolfgang Puschnig & Paul Urbanek: Terra (Leo Records 2010)
- William Hooker & Liudas Mockūnas: Live at Vilnius Jazz Festival (NoBusiness Records 2014)
- Martin Küchen, Mark Tokar, Arkadijus Gotesmanas: Live at Vilnius Jazz Festival (NoBusiness Records 2016)
- Evan Parker – Barry Guy – Paul Lytton: Concert in Vilnius (NoBusiness Records 2019)